# Нёгусъяун
Нёгусъяун (устар. Нёхысъяун, Нёгус-Яун) — река (старица) в Ханты-Мансийском АО России. Устье реки расположено к западу от города Радужный, на левому берегу реки Аган, в 380 км от устья последней. Длина реки составляет 141 км. Площадь водосборного бассейна — 1500 км².

## Притоки
- 31 км: река без названия
- 43 км: Яхрихохъяун
- 56 км: Ай-Нёгусъяун
- Нёримпатыяун
- Охнипунингъяун
- Айёган
- 97 км: Мохтик-Яун
- 104 км: Ай-Ватъяун
- 121 км: Тынасъяун

## Данные водного реестра
По данным государственного водного реестра России относится к Верхнеобскому бассейновому округу, водохозяйственный участок реки — Обь от впадения реки Вах до города Нефтеюганск, речной подбассейн реки — Обь ниже Ваха до впадения Иртыша. Речной бассейн реки — (Верхняя) Обь до впадения Иртыша.